# 蘇丹假鰓鱂
蘇丹假鰓鱂，為輻鰭魚綱鯉齒目鰕鱂亞目鰕鱂科的其中一種，為熱帶淡水魚，分布於非洲蘇丹中部及衣索比亞東南部淡水流域，體長可達5.5公分，棲息在季節性的溪流、水塘底中層水域，生活習性不明。

## 擴展閱讀
維基物種上的相關：蘇丹假鰓鱂